# Mechanè

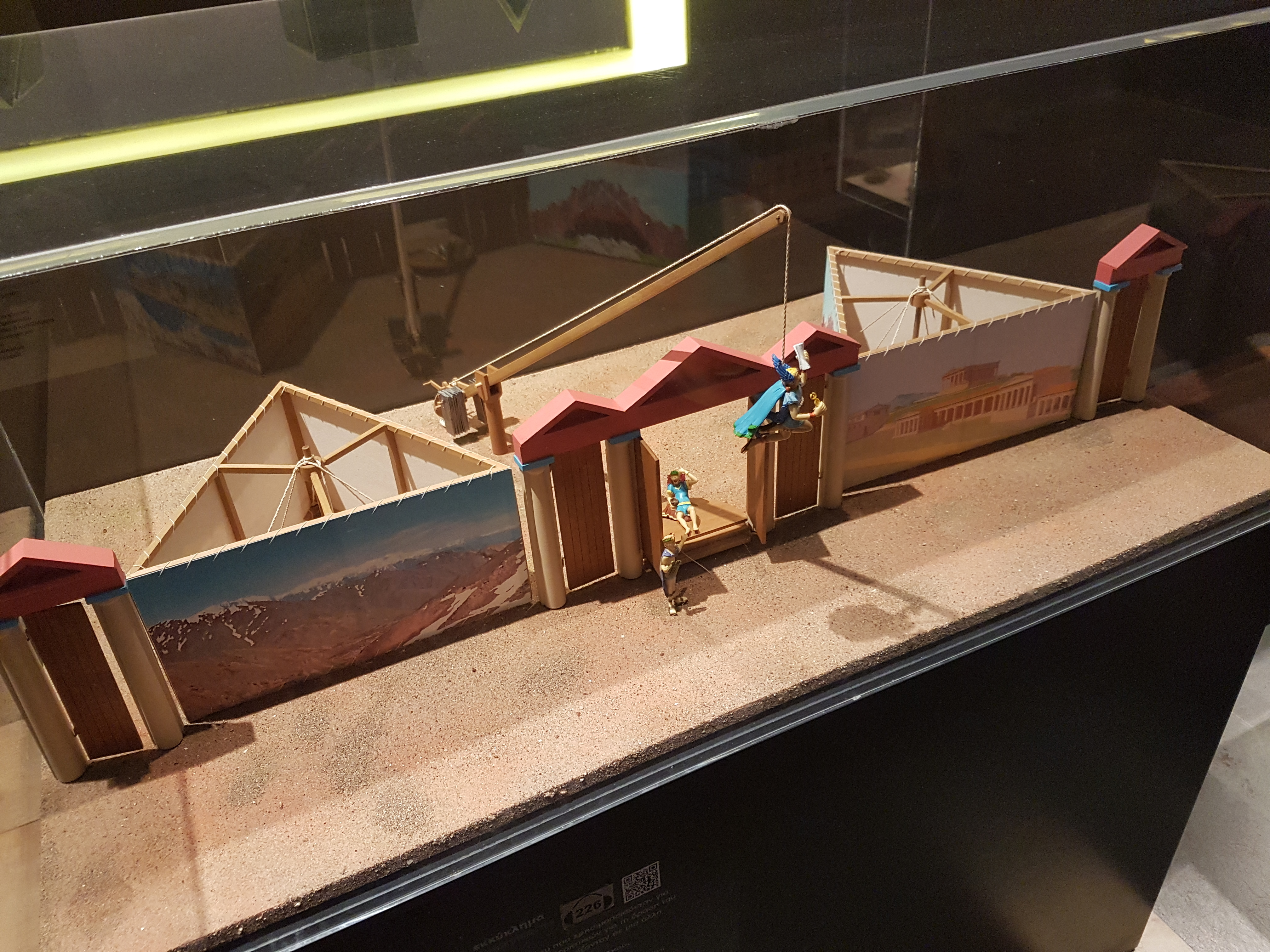
Modello in scala di una mechanè risalente al V secolo a.C. esposto presso il Centro per la Diffusione delle Scienze e Museo della Tecnologia (NOESIS) di Thermi. Il dispositivo veniva utilizzato durante le opere teatrali allo scopo di fare un ingresso drammatico (di solito una divinità, da cui Deus ex machina).

Una mechanè (mēkhanē) era una sorta di gru usata nel teatro greco, in particolare nel V e IV secolo a.C. Composto da bracci di legno e da un sistema di pulegge, questo marchingegno teatrale era usato per sollevare in aria gli attori, simulandone il volo. Era sicuramente in grado di sollevare almeno due persone e trasportarle nel mezzo dell'orchestra, oppure sopra la skené.
Proprio per questo motivo, la mechanè era spesso usata per simulare l'intervento di un dio sulla scena, da cui l'espressione latina Deus ex machina ("Dio dalla macchina"). L'uso fatto da Euripide della mechanè nella Medea, nel 431 a.C., è un notevole esempio dell'uso di questo marchingegno da parte di un personaggio non divino. Veniva impiegata spesso anche da Eschilo.
Il commediografo Aristofane nelle sue opere prese talvolta in giro questo marchingegno, per il suo effetto considerato poco realistico.